# Nāḩiyat at Tibnī
Nāḩiyat at Tibnī (arabiska: ناحية التبني) är ett subdistrikt i Syrien.   Det ligger i provinsen Dayr az-Zawr, i den östra delen av landet, 400 km nordost om huvudstaden Damaskus.
Trakten runt Nāḩiyat at Tibnī är ofruktbar med lite eller ingen växtlighet. Runt Nāḩiyat at Tibnī är det ganska glesbefolkat, med 29 invånare per kvadratkilometer.